# Carlos Jesús
Raticulín redirigeix aquí, per a altres usos veure Zeta Reticuli

Carlos Jesús, és el nom amb què es coneix a Carlos Cabello Rey. Nascut a Sevilla el 24 de gener de 1945, es un conegut guaridor espanyol, que va viure un temps a Mataró, i va obtenir gran fama mediàtica a principis i a la fi de la dècada dels noranta, quan va iniciar la seva etapa televisiva en el programa Al ataque.

## Biografia
Res se sabia de Carlos Jesús, fins que no va aparèixer al programa televisiu Al ataque, d'Alfonso Arús, en dues entrevistes realitzades pel periodista Javier Cárdenas. La característica principal d'aquestes entrevistes era la mofa y es van trossejar per a ser emeses de forma dosada en aquest programa. A més, el còmic Alfonso Arús, realitzava en el mateix una imitació del personatge.
Javier Sardà no va ser aliè a l'estirada mediàtica del polèmic personatge i el va incloure en el seu programa Cròniques marcianes on van explotar la burla cap al personatge en qüestió, sostraient la seva qualitat discutida de vident que assegurava ser la reencarnació de Jesucrist i tenir una existència paral·lela en un planeta anomenat Raticulín.
En la seva existència terrícola tenia la seva caserna general en la localitat de Dues Germanes, Sevilla, en la porta de les quals podia llegir-se un rètol que resava Carlos Jesús. Curacions per fe.

## Personatge
Carlos Jesús es dividia en altres dues persones diferents: Crístofer i Micael. Quan es transformava en Micael, parlava amb veu de robot i corresponia a la veu de Jesús. Mentre que Crístofer era l'encarregat de manteniment de les naus espacials.
Segons el vident, ell era un home normal, abans de rebre la visita de Crist. Tot i això, tal com ho va explicar Carlos Jesús, un dia treballant a la fàbrica de Pegaso va rebre una descàrrega elèctrica de 42 quilowatts que va acabar amb la seva vida. En aquell moment, va sentir una veu que li va dir: Torna. Encara no és la teva hora.

## Trajectòria
- A l'atac (1992-1993)
- Cròniques marcianes (1999-2005)

## Versió animada
Un dels personatges de la pel·lícula animada Justin i l'espasa del valor homenatja l'excèntric messies incloent una paròdia d'aquest. sota la producció d'Antonio Banderas.

## Dites cèlebres
- Benditos seáis todos, en el nombre de Yahvé.[8][9]
- Al mundo vendrán, dentro de poco, trece millones de naves de alguna confederación intergaláctica, de Ganímedes, de Constelación Orión, de Raticulín…[10]